# 오시타니 유키
오시타니 유키(일본어: 押谷 祐樹, 1989년 9월 23일 ~ )는 일본의 축구 선수이다.

## 구단 경력
그는 2008년부터 2022년까지 J리그의 주빌로 이와타, FC 기후, 파지아노 오카야마, 나고야 그램퍼스, 도쿠시마 보르티스, 후지에다 MYFC에서 활동하였다.